# Tectaria grossedentata
Tectaria grossedentata är en ormbunkeart som beskrevs av Ren-Chang Ching och Chu H. Wang. Tectaria grossedentata ingår i släktet Tectaria och familjen Tectariaceae. Inga underarter finns listade.